# Hebrizelm Hill
Der Hebrizelm Hill (englisch; bulgarisch хълм Хебризелм chalm Chebriselm) ist ein 70 m hoher und felsiger Hügel an der Südwestküste von Greenwich Island im Archipel der Südlichen Shetlandinseln. Er ragt 1,1 km westnordwestlich des Triangle Point und 2 km südsüdwestlich des Tile Ridge auf.
Bulgarische Wissenschaftler kartierten ihn im Zuge von Vermessungen der Tangra Mountains auf der benachbarten Livingston-Insel zwischen 2004 und 2005. Die bulgarische Kommission für Antarktische Geographische Namen benannte ihn 2005 nach dem Thrakerkönig Chebriselmis (4. Jahrhundert v. Chr.).